# 사쓰마번

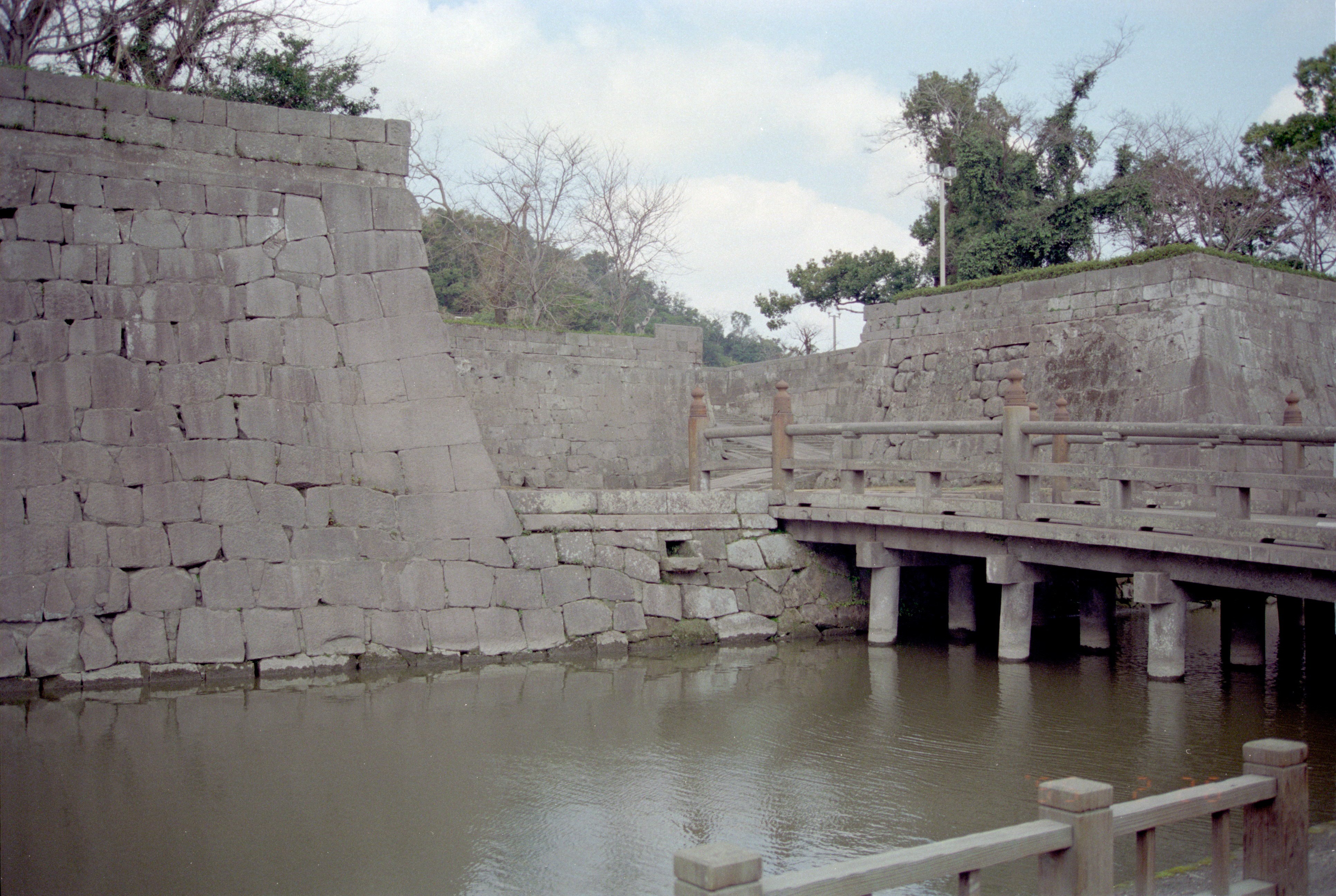
사쓰마 번청이 설치되어 있었던 가고시마성

사쓰마번(일본어: 薩摩藩 사쓰마한[*])은 일본 에도 시대 사쓰마, 오스미 2국과 휴가국 모로가타군(諸県郡), 사쓰난 제도 등을 지배했던 번이다. 그 지배 영역은 지금의 가고시마현 전역과 미야자키현의 남서부에 속해 있다

## 개요
사쓰마번은 에도 시대에 가고시마에 번청을 둔 토자마 번이다. 가마쿠라 시대 때부터 사츠마를 지배해온 시마즈가가 번주를 맡았다. 판적봉환 후에는 가고시마번(鹿児島藩)으로 변경되었다. 오모테다카는 72만 9천 석이다. 류큐를 포함한 최고 고쿠다카는 90만 석 (벼고(籾高)이며, 실제 현미고(玄米高)는 약 절반)으로 카가번에 다음가는 대번을 형성하였다.
사츠마번의 가신단의 가격(家格)은 쇼토쿠 원년까지 정비되어, 고이치몬(御一門) (4개 가문, 사령주(私領主)), 잇쇼모치 (一所持, 21개 가문. 사령주), 잇쇼모치격(一所持格) (약 20개 가문), 요리아이 (寄合), 요리아이나미(寄合並) (요리아이, 요리아이 나미를 합쳐 약 60개 가문.「三州御治世要覧」에서는 이 가격을 「가로요 (家老与)」라고 부르고 있다. 이상이 죠시층(上士層)으로 가로를 배출할 수 있었다. 단, 요리아이나미는 한대에 한정된 가격이기 때문에 변동이 심하다), 무격 (無格) (2개 가문), 코반 (小番) (약 760개 가문), 신판 (新番) (약 24개 가문), 오코쇼요 (御小姓与) (약 3천개 가문. 여기까지는 죠카시(城下士)), 요리키 (사면사(赦免士)나 좌부사(座附士) 모두, 준사분(准士分))의 10개의 가격으로 나뉘어져 있었다.
사츠마번은 일반적으로 휴가국 나카군 및 코유군을 영유하고, 사도와라성 (미야자키현 미야자키시 사도와라정)에 번청을 두고 있던 시마즈씨 지족 사도와라 시마즈가를 번주로 하는 사도와라번을 지번으로 한 것이 보인다. 또한, 사도와라번주가를 사츠마번 내에서는 타루미즈 시마즈가 아래에 위치시키지만, 번 외부에서는 다이묘분의 사도하라번이 위라는 이중 기준을 『가고시마현사료(鹿児島県史料)』에서도 찾아볼 수 있다. 무엇보다, 국립공문서관 내각문고의 『가에이 2년 10월 2일 결・본가말가창방(嘉永二年十月二日決・本家末家唱方)』에서의 막부 로쥬 견해에서 『本家末家唱方之儀、領知内分遣し一家を立て候末家与唱、公儀から別段領知被下置被召出候家は、本家末家之筋者有之間敷』가 있기 때문에, 에도 시대 후기 이후에 타루미즈가의 분가에 해당하는 사도와라번과의 「家本・家分かれ」이라고 해도 지번으로 인식되고 있었는지는 알아볼 필요가 있다.
막부 말기에는 쵸슈번과 함께 메이지 유신의 실현에 지도적 역할을 하였다. 메이지 신정부에 사이고 타카모리와 오오쿠보 토시미치, 쿠로다 키요타카, 마츠카타 마사요시, 모리 아리노리 등 유력한 인재를 다수 배출해, 신정부의 중추가 되었다. 1871년 (메이지 4년), 폐번치현에 의해 가고시마현이 되었다.
제1차 세계 대전까지의 일본 국내의 정치를 지배한 한바쓰 정치(藩閥政治)에서는 ‘사쓰마바쓰’(薩摩閥)라는 통칭으로 일본 제국 육군을 장악해 온 조슈번과 함께 사쓰마 번은 일본 제국 해군을 장악해 오면서 유력한 일본우익 정치세력의 빅 2(BIG 2)를 형성했다.
현재의 일본 현대 정치에서는 조슈 파벌의 대표로 아베 신조가 있다면, 고이즈미 준이치로가 사쓰마 파벌을 대표해 오고 있다.

## 역사

### 중세
시마즈씨는 가마쿠라 시대 초기에 사쓰마・오스미・휴가 3개 구니의 슈고(守護)로 임명된 이래 그 지방을 본거지로 하는 슈고 다이묘(守護大名)이자 센고쿠 다이묘(戦国大名)로써 성장하였고, 덴쇼(天正) 15년(1587년)에 도요토미 히데요시의 규슈 정벌 때에 도요토미에 복속되어 사쓰마・오스미・휴가의 일부에 걸치는 영지 지배를 인정받았다.
도요토미 히데요시가 일으킨 임진왜란과 정유재란에서 유수(留守)를 맡았던 청소년들의 풍기문란이 문제가 되어 이를 염려한 유수거역(留守居役) 가로(家老)들이 고안한 청소년교육시스템이 향중 교육에서 사용되었다. 이 교육체제는 훗날 막부 말기의 하급 무사들의 대두에 큰 역할을 했다고 평가받고 있다.

### 근세
게이초(慶長) 5년(1600년) 사쓰마 시마즈 씨는 세키가하라 전투(関ヶ原の戦い)에서 서군(西軍)에 가담하였고, 도쿠가와 사천왕(徳川四天王)의 한 명으로 꼽히는 이이 나오마사(井伊直政)의 중개로 본래 다스리던 영지의 지배를 인정받았으며, 시마즈 요시히로(島津義弘)의 셋째 아들 이에히사(家久)가 막부로부터 가문의 당주로 인정받았다. 이 시점을 기해 정식으로 에도 막부의 번으로써 사쓰마 번이 탄생했다고 보는 것이 일본 학계의 통설이다.
게이초 14년(1609년) 사쓰마는 류큐(琉球)를 쳐서 복속시키고(류큐 침공) 류큐의 고쿠다카(石高) 12만 석을 더 얻었으며, 류큐로부터 아마미 군도(奄美群島)를 빼앗아 오시마(大島) · 기카이(喜界) · 도쿠노시마(徳之島) · 오키노에라부(沖永良部) 등 네 개의 대관(代官)을 배치하고 직접지배하고, 나하(那覇)에 류큐재번봉행(琉球在番奉行)을 보내 류큐 왕국에 대한 영향력을 행사하였다. 사쓰마 번의 류큐 지배는 연공(年貢)보다는 류큐 왕국을 창구로 하는 대중국 교역의 이익에 초점을 맞춘 것이었으며, 아마미산 사탕은 번에 막대한 이익을 가져다 주었다. 그 밖에 고쿠타카도 더 늘어나 기존의 56만 석에서 72만 석(77만 석까지도 늘어났다)이 되었다.
쓰시마 후추번(對馬府中藩)과 마찬가지로 옛 지배자가 갈리는 일 없이 그대로 유지된 사쓰마 번에는 에도 막부 수립 이전의 기존 지배 체제가 잔존했고, 외성제(外城制)나 가도와리(門割) 등의 독특한 제도를 가지고 있었다.
그러나 향사(郷士) 신분이 전체 인구의 약 40%를 점유했고 번이 위치하고 있는 가고시마의 토양은 대부분 수질이 나빠서 경작이 곤란한 시라스 대지(シラス台地)였기에 토지는 척박하고 겉으로는 고쿠타카 77만 석이라고는 했지만 실질적으로 35만 석 정도의 수익을 내는 정도에 그쳤다. 게다가 남서쪽 섬들에서는 이따금씩 태풍이나 화산 폭발 등의 재해가 자주 발생했기에 초기 사쓰마 번의 재정은 궁핍했다.
여기에 에도 막부의 유력 번에 대한 약화 정책 아래 대규모 막부가 시행하는 잦은 토목공사에 사쓰마 번이 동원되어 재정을 부담하지 않으면 안 되었다. 특히 호레키 3년(1753년)에 발호된 기소(木曽) 지역 3개 하천에 대한 개수 공사(호레키 치수 사업宝暦治水)에서는 공사에 투입된 막대한 자금(40만 냥)을 공사 현장과는 멀리 떨어진 사쓰마 번에서 전액 부담해야 했고(목수 등의 전문 직공을 고용하는 것도 일절 금지되었다), 번의 재정은 그야말로 파탄 직전에 처했다. 40만 냥에 이르는 공사 비용을 마련하기 위해 오사카의 거상에게 빚을 지기도 했고, 파견된 번사들은 과로 또는 전염병으로 병사하거나 막부에 항의하는 차원에서 할복하는 번사도 있었다. 사쓰마 번의 가로(家老) 히라타 유키에(平田靱負)는 이러한 다수 희생자 발생(최종적으로 벙사자 33명에 자살한 자는 52명) 및 번의 재정 피폐의 책임을 지고 공사가 끝난 뒤 자결하였다.
8대 번주 시게히데(重豪)는 그때까지의 폐쇄적인 번정(藩政) 개혁에 나서 안에이(安永) 2년(1773년) 번교조사관(藩校造士館)과 연무관(演武館) 설립에 착수하고, 의학원(医学院)이나 명시관(明時館) 등도 세웠으며 농업 장려를 위해 농업 관련 서적인 《성형도설》(成形図説, 전100권) 등의 각종 서적 편찬 사업에 나섰다. 또 막부와의 결속을 강화하기 위해서 셋째 딸인 시게히메(茂姫)를 11대 쇼군 이에나리(家斉)에게 시집보내기도 했는데, 도자마 다이묘(外様大名) 가운데 쇼군의 정실을 배출한 것은 사쓰마 번이 유일했다. 이러한 갖가지 호사스러운 사업으로 인해 사쓰마 번의 정치적 영향력은 전국적으로 확대되었지만 동시에 번의 재정도 그만큼 빈궁해져 갔다.
그 뒤 분세이 10년(1827년) 주쇼 히로사토(調所広郷)를 중심으로 하는 번정 개혁이 단행되어, 번의 채무 정리나 사탕 전매제 강화, 류큐 교역 확대 등의 조처로 사쓰마 번의 재정은 호전되었다. 가에이(嘉永) 4년(1851년)에 11대 번주가 된 나리아키라(斉彬)의 치세 아래 서양식 군비나 번이 운영하는 공장의 설립을 추진하고(집성관사업集成館事業) 수양딸 아쓰히메(篤姫)를 13대 쇼군 이에사다(家定)의 정계실(正継室)로 보내는 등 사쓰마 번은 막부 말기의 실력자로 대두하였다.
나리아키라가 죽은 뒤 번주 다다요시(忠義)의 친아버지로 선대 번주 나리아키라의 이복 동생이었던 히사미쓰(久光)가 번의 실권을 쥐었고 「국부」(國父) ・ 「부성공」(副城公)이라 불리던 그는 공무합체(公武合体)를 외치며 웅번(雄藩)들과의 연합 구상 실현을 향해 활동했지만, 영국과 벌인 사쓰에이 전쟁(薩英戦争) 이후 사이고 다카모리(西郷隆盛) 등의 도막파(倒幕派) 하급 무사에게 번의 주도권이 넘어갔다.
막부 말기 사쓰마 번은 공무합체론이나 존왕양이(尊王攘夷)를 주장했고 그 뒤 조슈번(長州藩)과 동맹을 맺어(삿초동맹) 메이지 유신(明治維新)의 원동력으로써 활약, 메이지 이후 오랜 시기에 걸쳐 일본 정치를 지배하게 되는 사쓰마 파벌(薩摩閥)을 형성하기에 이른다.
류큐 제도를 제외한 사쓰마 번의 영지는 직할지였던 아마미 군도와 함께 1871년(메이지 4년) 7월 14일 폐번치현(廃藩置県)으로 가고시마현(鹿児島県)이 되었다.
시마즈 집안은 1884년(메이지 17년)에 화족령(華族令)에 의해 공작(公爵)이 되었다.

## 고쿠다카의 추이

시마즈씨의 가몬 『丸に十文字』

사츠마번은 내검(内検)이라고 불리는 번 독자의 검지를 실시하고 있었다. 흔히 말하는 "사츠마 77만 석"이란 교호 내검의 고쿠다카 86만 7천여 석에서 류큐분량인 9만 4천여 석을 뺀 값이다. 
- 분로쿠 검지 - 56만 9천여 석 (분로쿠 연간에 행해진 이시다 미츠나리 봉행에 의한 검지 결과)
- 게이초 내검 - 73만 2천여 석
- 간에이 16년 - 69만 9천여 석
- 만지 내검 - 74년 7천여 석
- 교호 내검 - 86만 7천여 석
- 분세이 9년 - 89만 9천여 석

연공은 『當申夏麦代銀銘々取納帳』 (1836년)에 따르면, 일석 (벼고(籾高)가 아닌 현석(現石) = 현미고(玄米高))에 대해 6두 6승으로 기록되었다.

## 역대 번주
- 시마즈가 (島津家) - 토자마 다이묘 77만 석 (대기소 : 오히로마(大広間席), 관위 : 사츠마노카미 독점, 초임시 : 종4위하 시종, 최고관위 : 종4위상 좌근위권중장)

| 대 | 이름     | 이름              | 초상화 | 관위                                                             | 재위기간                                   | 향년 |
| -- | -------- | ----------------- | ------ | ---------------------------------------------------------------- | ------------------------------------------ | ---- |
| 1  | 島津家久 | 시마즈 이에히사   |        | 츄나곤종3위 겸행 사츠마노카미                                    | 게이초 6년 (1601년) - 간에이 15년 (1638년) | 64   |
| 2  | 島津光久 | 시마즈 미츠히사   |        | 종4위상행 좌근위중장 겸 사츠마노카미                             | 간에이 15년 (1638년) - 조쿄 4년 (1687년)   | 78   |
| 3  | 島津綱貴 | 시마즈 츠나타카   |        | 종4위상행 좌근위중장 겸 사츠마노카미                             | 조쿄 4년 (1687년) - 호에이 원년 (1704년)   | 55   |
| 4  | 島津吉貴 | 시마즈 요시타카   |        | 정4위하행 좌근위중장 겸 사츠마노카미                             | 호에이 원년 (1704년) - 교호 6년 (1721년)   | 73   |
| 5  | 島津継豊 | 시마즈 츠구토요   |        | 종4위상행 좌근위중장 겸 오스미노카미                             | 교호 6년 (1721년) - 엔쿄 3년 (1746년)      | 60   |
| 6  | 島津宗信 | 시마즈 무네노부   |        | 정4위상행 좌근위중장 겸 사츠마노카미                             | 엔쿄 3년 (1746년) - 간엔 2년 (1749년)      | 22   |
| 7  | 島津重年 | 시마즈 시게토시   |        | 종4위하행 좌근위소장 겸 사츠마노카미                             | 간엔 2년 (1749년) - 호레키 5년 (1755년)    | 27   |
| 8  | 島津重豪 | 시마즈 시게히데   |        | 종4위상행 좌근위중장 겸 사츠마노카미 (은거 후, 종3위)            | 호레키 5년 (1755년) - 덴메이 7년 (1787년)  | 89   |
| 9  | 島津斉宣 | 시마즈 나리노부   |        | 정4위상행 좌근위중장 겸 사츠마노카미                             | 덴메이 7년 (1787년) - 분카 6년 (1809년)    | 69   |
| 10 | 島津斉興 | 시마즈 나리오키   |        | 참의 정4위상 겸행 오스미노카미 (은거 후, 종3위)                  | 분카 6년 (1809년) - 가에이 4년 (1851년)    | 69   |
| 11 | 島津斉彬 | 시마즈 나리아키라 |        | 종4위상행 좌근위중장 겸 사츠마노카미 (사망 후, 증정1위 곤츄나곤) | 가에이 4년 (1851년) - 안세이 5년 (1858년)  | 50   |
| 12 | 島津忠義 | 시마즈 타다요시   |        | 참의 종1위 겸행 오스미노카미                                     | 안세이 5년 (1858년) - 메이지 4년 (1871년)  | 58   |

## 지번
- 사도와라번

## 같이 보기
- 하야토
- 오유라 소동